# Saint-Viance
Saint-Viance è un comune francese di 1 720 abitanti situato nel dipartimento della Corrèze nella regione della Nuova Aquitania.

## Società

### Evoluzione demografica
Abitanti censiti